# Ильяс-Кая
Илья́с-Кая́, Ай-Илья́, Ла́спи, Святого Ильи (укр. Ільяс-Кая, крымскотат. İlyas Qaya, Ильяс Къая) — скалистый массив Байдарской яйлы (Крым), которая спускается ступенчато с яйлы на юг и запад. Это — самый высокий массив Байдарской яйлы — 681,9 м над уровнем моря. Гора Находится в 4 км к северо-западу от посёлка Форос (Ялта).
Гора Ильяс-Кая в переводе с крымскотатарского языка — скала Ильи. Вершина доминирует над Ласпинской бухтой и Сарычем. Неприступные стены с юга и с северо-запада предоставляют вершине величественный вид. В середине апреля 1999 г. в средней части южной стены произошел крупный обвал. В результате обвала образовался огромный красно-рыжий карниз. Почти на самой вершине г. Ильяс-Кая была укрепленная монастырская церковь Св. Ильи (X—XV вв). Скала, на которой находилось укрепление, с севера, юга и запада неприступная. На ее вершину можно подняться только по крутым восточным склонам. В Крыму есть множество мест, посвященных пророку Илии (Илия пророк, занимает в контексте христианской традиции особое место). Средневековые монахи сделали монастырь практически неприступным, выстроив с восточной стороны горы каменную крепостную стену, сложенную из бута. Укрепления, протяженностью около 50 м, раньше были на подступах к вершине, заслоняя доступ к монастырских зданий. Наверное, именно поэтому церковь и носила имя святого: по преданию, Илья был непобедимым воином. В наше время от монастыря, который просуществовал целых пять веков, практически ничего не осталось.
На горе Ильяс-Кая оборудована Виа феррата— система соединённых между собой оборудованных трасс, ведущих на вершины скальных массивов Ильяс-Кая и Деликли-Бурун. Самая протяжённая виа феррата в России.

## Галерея

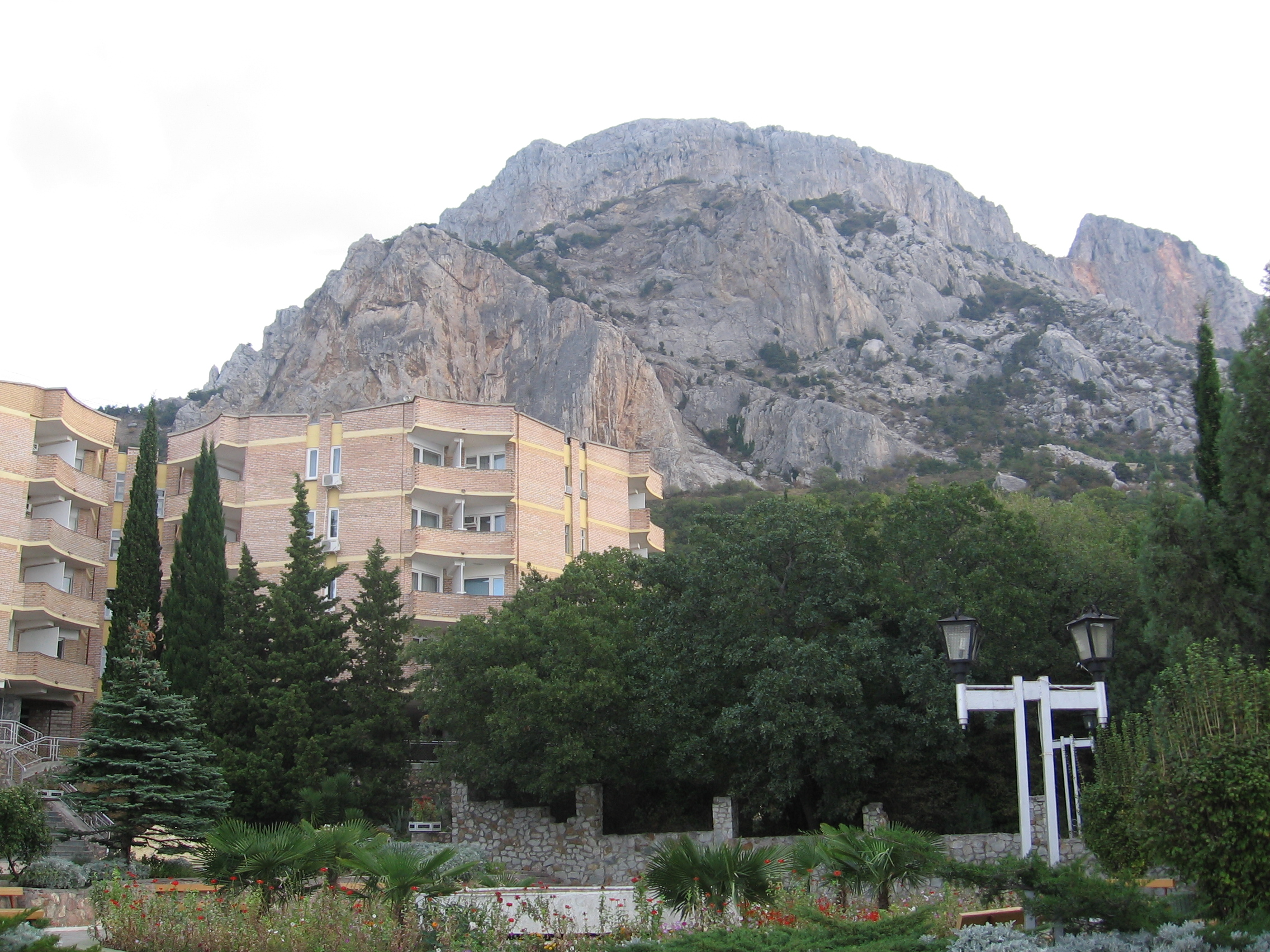
Ильяс-Кая от пансионата «Изумруд»
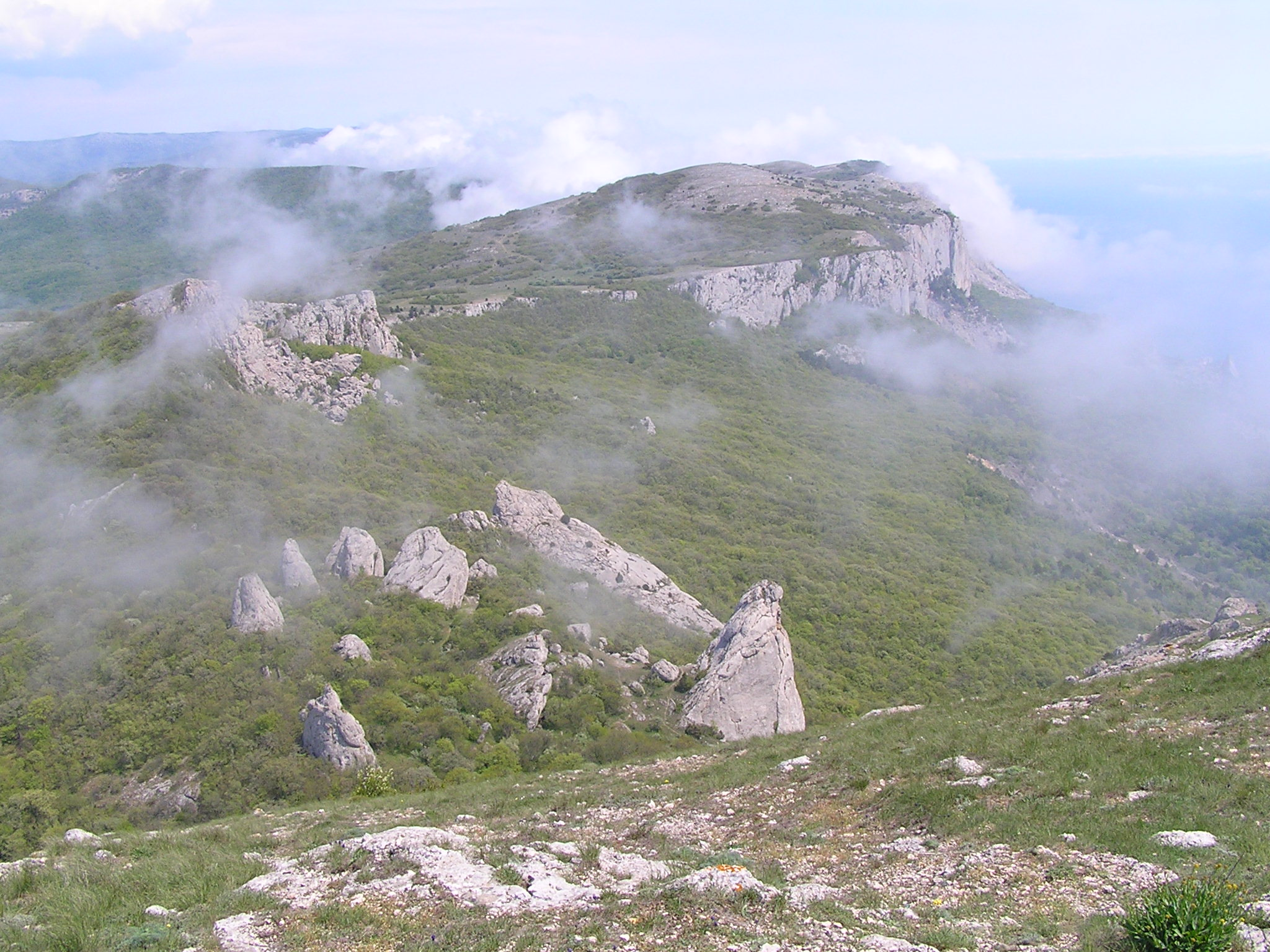
"Храм солнца" - древнее святилище тавров. У подножия Ильяс-Кая
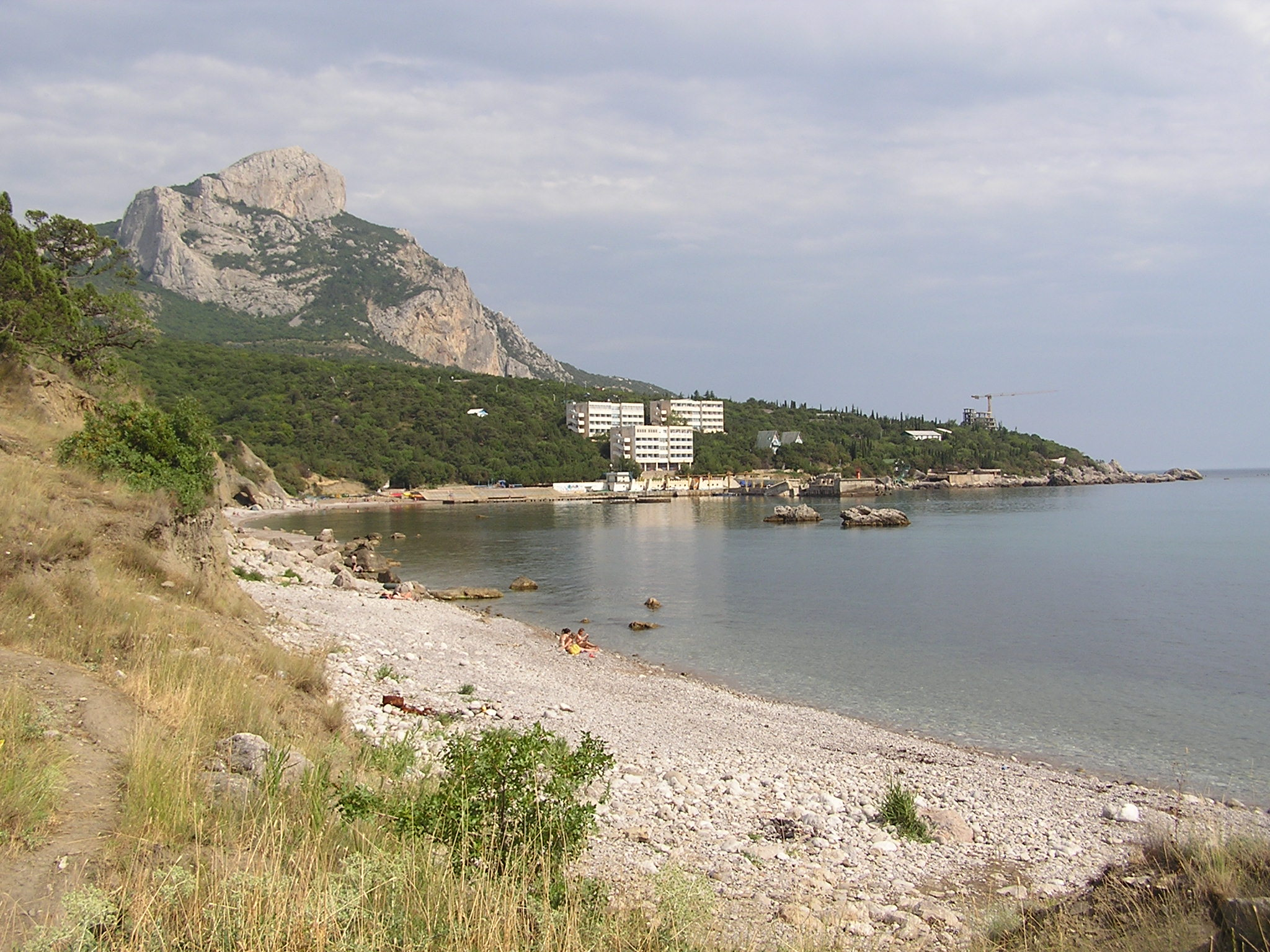
Вид из бухты Ласпи